# Aladyn (film 2019)
Aladyn (ang. Aladdin) – amerykański film fantasy z 2019 roku  w reżyserii Guya Ritchiego, wyprodukowany przez wytwórnię Walt Disney Studios. Film jest aktorskim remakiem animowanego filmu Disneya z 1992 roku o tym samym tytule, który z kolei jest adaptacją baśni Hanny Diyaba ze zbioru Księgi tysiąca i jednej nocy.
Premiera filmu odbyła się 8 maja 2019 w paryskim kinie Le Grand Rex. Dwa tygodnie później, 24 maja, obraz trafił do kin na terenach Stanów Zjednoczonych i Polski.

## Fabuła
W średniowieczu na Bliskim Wschodzie pewien żeglarz opowiada swym dzieciom historię zaczarowanej lampy i ulicznego złodziejaszka Aladyna żyjącego w sułtanacie Agrabah. Pewnego dnia na targu ratuje on dziewczynę przed kupcem Jamalem i zakochuje się w niej. Oboje uciekają sułtańskiej straży. Dziewczyna przedstawia się jako Dalia, służka w pałacu sułtana. Aladyn wyznaje, że nie ma rodziny i jego jedynym towarzyszem jest małpka Abu. Dalia musi jednak wracać, gdyż przybywa książę Anders – następca tronu Skånlandii położonej w Skandynawii i kolejny adorator księżniczki Dżasminy. Aladyn decyduje zakraść się do pałacu, by oddać Dalii bransoletkę skradzioną przez Abu. 
Dalia to w rzeczywistości księżniczka Dżasmina, która zniechęca do siebie Andersa. Jest zdenerwowana prawem zabraniającym kobiecie dziedziczenie sułtańskiego tronu i uważa, że obcy władca nie zadba o poddanych. Tymczasem Dżafar, nadworny czarnoksiężnik i jednocześnie wielki wezyr sułtana, chce najechać na Shirabad, ojczyznę zmarłej matki Dżasminy, z zemsty za uwięzienie tam przed laty. By to osiągnąć, zamierza wykorzystać magiczną oliwną lampę ukrytą w Jaskini Cudów, do której wstęp ma tylko „nieoszlifowany diament wśród ludzi”. Gdy Aladyn dociera do pałacu, Dżasmina wciąż ukrywa swą tożsamość, a prawdziwą Dalię, jej służkę i przyjaciółkę, przedstawia jako księżniczkę. Aladyn umawia się z Dżasminą na spotkanie kolejnej nocy, lecz gdy chce opuścić mury pałacu, aresztuje go straż na rozkaz Dżafara. 
Dżafar, który też był ulicznym złodziejem, przeczuwa, że to Aladyn jest „nieoszlifowanym diamentem”. Wyjawia mu prawdę o Dżasminie. Prowadzi go do Jaskini Cudów, nakazując mu zdobyć lampę. W zamian uczyni Aladyna bogaczem, tym samym zdobywając serce księżniczki. Jaskinia zezwala Aladynowi na wejście, ale przestrzega go przed dotknięciem czegokolwiek poza lampą. Aladyn znajduje w środku zarówno lampę, jak i latający dywan, ale Abu łapczywie łapie duży klejnot, powodując zawalenie się jaskini. Aladyn daje lampę Dżafarowi, który zrzuca go i Abu do zapadającej się jaskini, ale wcześniej Abu udaje się wykraść lampę. Aladyn pocierając lampę, wywołuje mieszkającego w niej dżina. Ten jako sługa posiadacza lampy jest zobligowany do spełnienia jego trzech życzeń.
Dżin wyciąga z Jaskini Cudów Aladyna, który używając podstępu nie wykorzystał przy tym ani jednego życzenia. Dżin wyjawia, że jest niewolnikiem lampy i marzy o byciu wolnym, wobec czego Aladyn obiecuje w jednym z życzeń dać mu wolność. Jego pierwszym życzeniem jest zamiana w księcia, sądząc że tylko tak zdobędzie względy Dżasminy. Jako książę Ali z królestwa Ababwa przybywa do Agrabahu i jest goszczony przez sułtana na uroczystości z okazji święta zbiorów. Dżasmina nie darzy go sympatią. Dżin w przebraniu doradcy księcia Alego aranżuje spotkanie pomiędzy nim a księżniczką, a w tym samym czasie poznaje się z Dalią, w której wpadł w oko. Z czasem Dżasmina wyjawia Alemu, że czuje się więźniem w pałacu i rozpoznaje w nim Aladyna.
Aladyn wstydząc się swego pochodzenia mówi, że jest księciem, który przybył do Agrabahu w przebraniu, by lepiej poznać jego mieszkańców, czym imponuje Dżasminie. Rankiem Ali rozpoznany przez Dżafara zostaje złapany przez jego sługi, a następnie wrzucony do rzeki. Ratuje go dżin wykorzystując jego drugie życzenie. Gdy sułtan oskarża księcia Alego o podbój Agrabahu, pojawia się Aladyn i odkrywa, że Dżafar manipulował władcą magicznym berłem. Dżafar zostaje aresztowany za zdradę stanu. Aladyn, który zdobył miłość Dżasminy i szacunek sułtana, chce kontynuować życie księcia i łamie obietnicę daną dżinowi. Zbiegły Dżafar kradnie lampę z dżinem, który od teraz musi wykonywać jego rozkazy.
Wykorzystując dwa pierwsze życzenia Dżafar staje się nowym sułtanem i najpotężniejszym czarnoksiężnikiem. Więzi Dżasminę i jej ojca, a Aladyna wysyła na pewną śmierć, zaraz po tym, jak demaskuje go przed dworem. Aladynowi udaje się jednak wydostać z pułapki i wraz z latającym dywanem i Abu dociera do Agrabahu, gdzie Dżafar zmusza Dżasminę do ślubu. Ta wyrywa mu lampę i ucieka z Aladynem. Dżafar zamienia swą gadającą papugę Iago w ruka, by ich dopadł. Schwytany Aladyn wmawia mu bycie mniej potężnym od dżina. Dżafar rozkazuje dżinowi, żeby uczynił go najpotężniejszym dżinem. Za późno orientuje się, że podstępem Aladyna został niewolnikiem nowej lampy i wraz z Iago zostaje wysłany do Jaskini Cudów. Gdy Agrabah wraca do normalności Aladyn wykorzystuje ostatnie życzenie, którym uwalnia dżina na zawsze. Sułtan abdykuje na rzecz Dżasminy, która żeni się z Aladynem. Dżin jako człowiek żeni z Dalią i to on jest żeglarzem, który opowiadał dzieciom historię o Aladynie.

## Obsada
| Rola | Aktor               | Polski dubbing              |
| --- | ------------------- | --------------------------- |
| Aladyn / książę Ali | Mena Massoud        | Marcin Franc                |
| księżniczka Dżasmina | Naomi Scott         | Natalia Piotrowska-Paciorek |
| Dżin / żeglarz | Will Smith          | Grzegorz Małecki            |
| wielki wezyr Dżafar | Marwan Kenzari      | Marcin Bosak                |
| sułtan | Navid Negahban      | Leon Charewicz              |
| Dalia | Nasim Pedrad        | Julia Kamińska              |
| Hakim | Numan Acar          | Piotr Grabowski             |
| Iago | Alan Tudyk (głos)   | Zbigniew Suszyński          |
| Abu | Frank Welker (głos) | –                           |
| Rajah | Frank Welker (głos) | –                           |
| Jaskinia Cudów | Frank Welker (głos) | Paweł Peterman              |
| książę Anders | Billy Magnussen     | Rafał Zawierucha            |
| Zulla | Nina Wadia          | Barbara Zielińska           |
| Jamal | Amir Boutrous       | Michał Żurawski             |
| Omar | Jordan A. Nash      | Jakub Strach                |
| Lian | Tayliah Blair       | Olga Cybińska               |
| Opracowanie wersji polskiej: SDI Media Polska Reżyseria: Waldemar Modestowicz Dialogi: Piotr Lenarczyk Teksty piosenek: Filip Łobodziński, Krzysztof Góra Kierownictwo muzyczne: Agnieszka Tomicka |                     |                             |

## Produkcja

### Przygotowania i scenariusz
10 października 2016 roku serwis Deadline poinformował, że The Walt Disney Company opracowuje aktorski remake Aladyna ze scenariuszem Johna Augusta i Danem Linem jako producentem, zaś Guy Ritchie prowadził rozmowy w sprawie objęcia reżyserii filmu. W maju 2017 roku Ritchie dla portalu Nerdist potwierdził, że Aladyn tak jak animowany oryginał będzie musicalem.
W lipcu 2017 roku zatrudniona została Vanessa Taylor jako doradca scenariuszowy, w szczególności do „pracy nad postaciami”. W międzyczasie Richie i studio skupili się na obsadzaniu innych głównych ról, a zdjęcia miały rozpocząć się w sierpniu w Londynie bieżącego roku.

### Casting
W marcu 2017 roku ogłoszono casting do ról Aladyna i Dżasminy. Lin ogłosił, że obsada będzie różnorodna etnicznie i film nie będzie „kolejnym Księciem Persji”. Casting odbywał się w Wielkiej Brytanii i precyzował, że do ról poszukiwane osoby pochodzenia bliskowschodniego, w wieku w przedziale 18-25 lat z koniecznością posiadania umiejętności wokalnych. W Londynie, Egipcie, Abu Zabi i Indiach odbyło się około 2000 przesłuchań do lipca i pomimo tego Disney nie był zadowolony z wyników. W kwietniu 2017 roku pojawiły się doniesienia, że Will Smith prowadzi rozmowy w sprawie angażu do roli dżina. W czerwcu tego samego roku brytyjski tabloid „The Sun” doniósł, że Ritchie rozważa udział angielskiego aktora Toma Hardy’ego jako Dżafara.
W lipcu 2017 roku na tegorocznym D23 Expo potwierdzono udział Smitha jako dżina oraz ujawniono aktorów odgrywających role Aladyna i Dżasminy. Tytułowego bohatera zagrał mało znany egipsko-kanadyjski aktor Mena Massoud, zaś Dżasminę angielsko-indyjska aktorka i piosenkarka Naomi Scott. Przed wyborem Massouda studio rozważało Deva Patela bądź Riza Ahmeda, lecz zdecydowało się na nowicjusza. Oprócz Massouda byli rozważani holenderski aktor teatralny marokańskiego pochodzenia Achraf Koutet oraz amerykański aktor i producent greckiego pochodzenia George Kosturos, zaś Scott rywalizowała z indyjską aktorką Tarą Sutarią. Wybór Scott spotkał się z krytyką za wybranie do roli Dżasminy odtwórczyni nie-arabskiego pochodzenia i miał być kolejnym przejawem traktowanie Hindusów i Arabów jako tych samych ludów mimo różnic geograficzno-etnicznych.
W sierpniu bieżącego roku do obsady dołączyli tunezyjsko-holenderski aktor Marwan Kenzari jako Dżafar irańsko-amerykańska aktorka i komiczka Nasim Pedrad jako Mara, powierniczka Dżasminy, nowa postać stworzona na potrzeby remake'u oraz turecko-niemiecki aktor Numan Acar. Miesiąc później do obsady dołączyli Billy Magnussen jako książę Anders, oparty na księciu Achmedzie z oryginalnej animacji, oraz irańsko-amerykański aktor Navid Negahban jako sułtan.
Frank Welker występujący w oryginalnej animacji jako głos Abu, Rajy i Jaskini Cudów powtórzył te role w remake'u. W grudniu 2018 roku Gilbert Gottfried ogłosił, że nie powtórzy roli Iago z oryginalnego filmu i jego późniejszych kontynuacji. W remake’u rolę tę zagrał głosowo Alan Tudyk.

### Zdjęcia
Produkcja filmu miała rozpocząć się w lipcu 2017 roku. Jednak 11 lipca 2017 roku poinformowano, że zdjęcia zostaną przesunięte na sierpień z powodu trudności ze znalezieniem odpowiednich aktorów i aktorek do roli głównych bohaterów. Ostatecznie zdjęcia rozpoczęły się miesiąc później i zakończyły się w styczniu 2018 roku. Kręcono w wytwórni Longcross Studios w Surrey jak i plenerach Jordanii. W sierpniu 2018 roku ogłoszono dokrętki do filmu, które odbyły się w Londynie.

### Muzyka
Kompozytor Alan Menken, który skomponował muzykę i współtworzył piosenki do oryginalnej animacji, ponownie powrócił do skomponowania muzyki remake’u. Na potrzeby filmu powstała nowa piosenka pt. Silence autorstwa Menkena we współpracy z duetem Pasek and Paul.

## Odbiór

### Krytyka
Film Aladyn spotkał się z mieszaną reakcją krytyków. W serwisie Rotten Tomatoes 57% z 362 recenzji filmu jest pozytywne (średnia ocen wyniosła 5,88 na 10). Na portalu Metacritic średnia ocen z 50 recenzji wyniosła 53 punkty na 100.
Lamees Assaf w recenzji dla jordańskiego portalu „7iber” zauważyła, że „ludzie i otoczenie bardziej przypominają Indie niż miasto na Bliskim Wschodzie”. Skrytykowała także stereotypy związane z płcią i orientalizmem, które urzeczywistniły się w filmie, pisząc, że „[w] oczach Disneya i Hollywoodu stereotypowy wizerunek arabskiej dziewczyny - tancerki brzucha z wąską talią i długimi włosami - i ciemnoskórego, zazdrosnego i rycerskiego Araba, broniącego i chroniący swoje kobiety przed niebezpieczeństwem, jest o wiele bardziej atrakcyjny niż prawdziwi Arabowie, którzy w rzeczywistości są naprawdę nudni”. Z krytyką się spotkało się również przerobienie, pojawiającego się w oryginalnej animacji, bliskowschodniego księcia Achmeda na skandynawskiego Andersa. Zabieg ten i wybór Billy’ego Magnussena oskarżano o wybielanie postaci czy próby upartego włączenia białej postaci do bliskowschodniej opowieści.

## Kontynuacje
W sierpniu 2019 roku Dan Lin ujawnił, że Disney jest na wczesnym etapie tworzenia kontynuacji Aladyna. W lutym 2020 roku oficjalnie potwierdzono produkcję kontynuacji ze scenariuszem Johna Gatinsa i Andrei Berloff, a także powrót Massouda, Scott i Smitha do swych ról. Producenci ogłosili, że sequel nie będzie adaptować Aladyna: Powrotu Dżafara (1994) i Aladyn i król złodziei (1996), sequeli na rynek video oryginalnego filmu animowanego. W styczniu 2023 roku potwierdzono, że Will Smith powtórzy rolę dżina, mimo negatywnych reakcji jakie go spotkały, po tym jak spoliczkował Chrisa Rocka na 94. ceremonii wręczenia Oscarów.  
W grudniu 2019 roku ogłoszono spin-off skupiający się na księciu Andersie dla platformy streamingowej Disney+. Decyzja ta spotkała z wielką krytyką, gdzie zarzucano tworzenie historii specjalnie dla nieistotnej postaci, w dodatku będącej przejawem tokenizmu.